# 王卓君
王卓君（1958年3月16日—），男，汉族，江苏宜兴人，中华人民共和国政治人物，曾任南京工业大学党委书记，苏州大学党委书记。